# Polsdonken
Polsdonken is een buurtschap in de gemeente Oirschot in de Nederlandse provincie Noord-Brabant. Het ligt ruim twee kilometer ten noordwesten van het dorp Oirschot tussen Spoordonk en Tregelaar.
Het is een oude buurt die al sinds 1850 op kaarten te vinden is.